# Carl Abraham Hellström
Carl Abraham Hellström, född den 16 juli 1854 i Nyköping, död den 20 augusti 1905 i Stockholm, var en svensk jurist. Han var morbror till Tore Strandberg.
Hellström blev student vid Uppsala universitet 1873 och avlade examen till rättegångsverken 1878. Han blev vice häradshövding 1880, notarie i Svea hovrätt 1889, tillförordnad revisionssekreterare 1892, häradshövding i Kinds och Redvägs domsaga i Älvsborgs län samma år samt justitieråd 1897. Hellström var ordförande i direktionen för Drottninghuset från 1901.